# Luzhu huoshao
Il Luzhu huoshao (卤煮火烧S, lúzhǔ huǒshāoP) è uno dei più famosi cibi di strada tradizionali di Pechino. A lungo considerato un piatto di lusso, gli ingredienti principali sono carne di maiale, polmoni di maiale, budella di maiale, fegati di maiale, tofu e, in base alle varianti, si possono aggiungere pasta di fagioli fermentati o salsa di erba cipollina. Viene servito con pane bing.

## Origine e storia
Le origini del luzhu huoshao sono riconducibili alla dinastia Qing come alimento di palazzo a Pechino. Secondo la leggenda, "su zao rou" (蘇造肉S) fu un piatto inventato da Zhang Dongguan come tributo all'imperatore Qianlong durante una delle sue visite a Suzhou, intorno al 1970, e fu il predecessore del luzhu huoshao. Lo stile di cucina di Zhang Dongguan prevedeva combinazioni uniche di erbe medicinali e spezie in cucina. La sua tecnica impressionò l'imperatore, tanto che Zhang divenne il capocuoco del palazzo. Col tempo, la ricetta del "su zao rou" si diffuse oltre le mura del palazzo, fino a diventare nota in tutta Pechino, e molte persone cercarono di imitare la ricetta per poter mangiare come un imperatore. Tuttavia l'ingrediente chiave del piatto, la pancetta di maiale, era fuori dalla portata di molte persone in quel periodo. Polmoni di maiale, intestini e molti altri tipi di frattaglie di maiale venivano usati come sostituti della pancetta di maiale, per permettere alla maggior parte delle persone di preparare questo piatto. Per questo motivo, il luzhu huoshao si è formato nel corso delle generazioni, e da allora è diventato uno dei più famosi cibi di strada di Pechino, essendo ancora oggi di moda.

## Popolarità
Proprio come il tofu puzzolente, anche il luzhu huoshao ha un odore molto forte e potrebbe essere una sfida per le persone che non l'hanno mai provato prima. Tuttavia è ritenuto un vero e proprio "must" della cucina pechinese. Cui Daiyuan (崔岱远), scrittore contemporaneo di Pechino, ha scritto nel suo libro "Il sapore di Pechino" (京味儿) che il luzhu huoshao è "un cibo che permette ai poveri di vivere una vita superiore" (穷人解馋的玩意). Al giorno d'oggi, mangiare il luzhu huoshao rappresenta un'usanza a cui la gente di Pechino si sente affezionata. Molti ristoranti che vendono questo piatto si possono ancora trovare a Pechino e persino all'estero.

## Caratteristiche

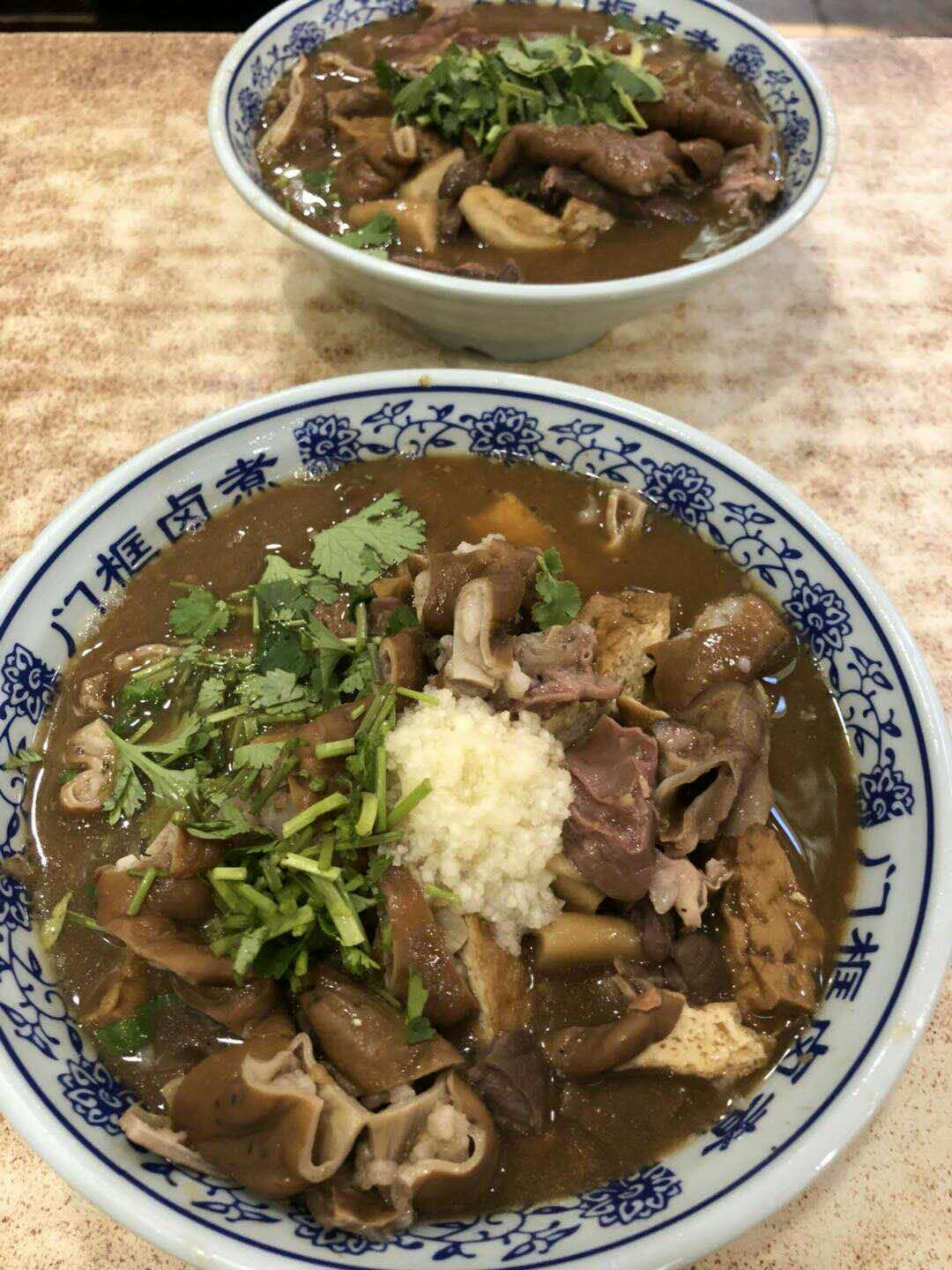
Luzhu huoshao

Ci sono alcune caratteristiche che contraddistinguono un luzhu huoshao ben fatto e che lo rendono uno street food unico di Pechino. Simile al baodu, la carne del luzhu huoshao dovrebbe risultare piuttosto gommosa, né troppo dura né pastosa. Il piatto è noto per avere un aspetto poco appetitoso, ma il gusto è considerato piuttosto complesso e saporito a causa delle peculiari miscele di erbe accompagnate dalla salsa di soia. Il huo shao (bing) viene immerso nella zuppa per insaporirla. Le frattaglie di maiale di solito hanno un forte odore, ma un luzhu huoshao appena fatto dovrebbe essere privo di sapori o odori sgradevoli.